# Talizat
Talizat est une commune française située dans le département du Cantal, en région Auvergne-Rhône-Alpes.

## Géographie
Le village est situé sur la Planèze de Saint-Flour, haut plateau formé par l'ancien volcan du Cantal.

### Communes limitrophes
Les communes limitrophes sont Andelat, Coltines, Coren, Ferrières-Saint-Mary, Joursac, Rézentières, Valjouze et Neussargues-Moissac (d).

### Climat
Pour des articles plus généraux, voir Climat d'Auvergne-Rhône-Alpes et Climat du Cantal.
En 2010, le climat de la commune est de type climat océanique altéré, selon une étude du CNRS s'appuyant sur une série de données couvrant la période 1971-2000. En 2020, Météo-France publie une typologie des climats de la France métropolitaine dans laquelle la commune est exposée à un climat de montagne ou de marges de montagne et est dans la région climatique  Nord-est du Massif Central, caractérisée par une pluviométrie annuelle de 800 à 1 200 mm, bien répartie dans l’année.
Pour la période 1971-2000, la température annuelle moyenne est de 8,1 °C, avec une amplitude thermique annuelle de 15,1 °C. Le cumul annuel moyen de précipitations est de 837 mm, avec 10,3 jours de précipitations en janvier et 7 jours en juillet. Pour la période 1991-2020, la température moyenne annuelle observée sur la station météorologique installée sur la commune est de 8,7 °C et le cumul annuel moyen de précipitations est de 757,1 mm,. Pour l'avenir, les paramètres climatiques de la commune estimés pour 2050 selon différents scénarios d'émission de gaz à effet de serre sont consultables sur un site dédié publié par Météo-France en novembre 2022.
| Mois                                  | jan.             | fév.             | mars            | avril         | mai             | juin          | jui.            | août           | sep.          | oct.          | nov.           | déc.             | année      |
| ------------------------------------- | ---------------- | ---------------- | --------------- | ------------- | --------------- | ------------- | --------------- | -------------- | ------------- | ------------- | -------------- | ---------------- | ---------- |
| Température minimale moyenne (°C)     | −2,4             | −2,4             | 0,1             | 1,5           | 5,6             | 8,9           | 10,6            | 11,2           | 7,4           | 5,1           | 0,5            | −1,6             | 3,7        |
| Température moyenne (°C)              | 1,2              | 1,9              | 5,2             | 6,6           | 11,2            | 15            | 17,1            | 17,6           | 13            | 9,5           | 4,4            | 1,8              | 8,7        |
| Température maximale moyenne (°C)     | 4,8              | 6,1              | 10,2            | 11,6          | 16,8            | 21,1          | 23,6            | 24,1           | 18,6          | 14            | 8,2            | 5,2              | 13,7       |
| Record de froid (°C) date du record   | −22,5 18.01.1987 | −18,5 10.02.1986 | −18,5 01.03.05  | −8 12.04.1986 | −3,5 05.05.1979 | −1 04.06.1984 | 2,5 01.07.1981  | 1,6 25.08.1979 | −3 30.09.1987 | −9 25.10.03   | −13 22.11.1998 | −15,5 02.12.1980 | −22,5 1987 |
| Record de chaleur (°C) date du record | 16 30.01.02      | 19,5 14.02.1998  | 22,5 21.03.1990 | 24 30.04.05   | 28,5 30.05.01   | 34 22.06.03   | 35,5 30.07.1983 | 36 11.08.03    | 31,5 04.09.05 | 24,5 12.10.01 | 22 02.11.1981  | 18,5 29.12.1983  | 36 2003    |
| Précipitations (mm)                   | 47,9             | 40,2             | 41,3            | 69,8          | 80,9            | 67,4          | 60,5            | 70,2           | 74,3          | 75,4          | 74,4           | 54,8             | 757,1      |

## Urbanisme

### Typologie
Au 1er janvier 2024, Talizat est catégorisée commune rurale à habitat très dispersé, selon la nouvelle grille communale de densité à 7 niveaux définie par l'Insee en 2022.
Elle est située hors unité urbaine. Par ailleurs la commune fait partie de l'aire d'attraction de Saint-Flour, dont elle est une commune de la couronne,. Cette aire, qui regroupe 36 communes, est catégorisée dans les aires de moins de 50 000 habitants,.

### Occupation des sols
L'occupation des sols de la commune, telle qu'elle ressort de la base de données européenne d’occupation biophysique des sols Corine Land Cover (CLC), est marquée par l'importance des territoires agricoles (86,8 % en 2018), une proportion identique à celle de 1990 (86,8 %). La répartition détaillée en 2018 est la suivante : 
prairies (46,8 %), zones agricoles hétérogènes (40 %), forêts (12,4 %), zones urbanisées (0,8 %). L'évolution de l’occupation des sols de la commune et de ses infrastructures peut être observée sur les différentes représentations cartographiques du territoire : la carte de Cassini (XVIIIe siècle), la carte d'état-major (1820-1866) et les cartes ou photos aériennes de l'IGN pour la période actuelle (1950 à aujourd'hui).

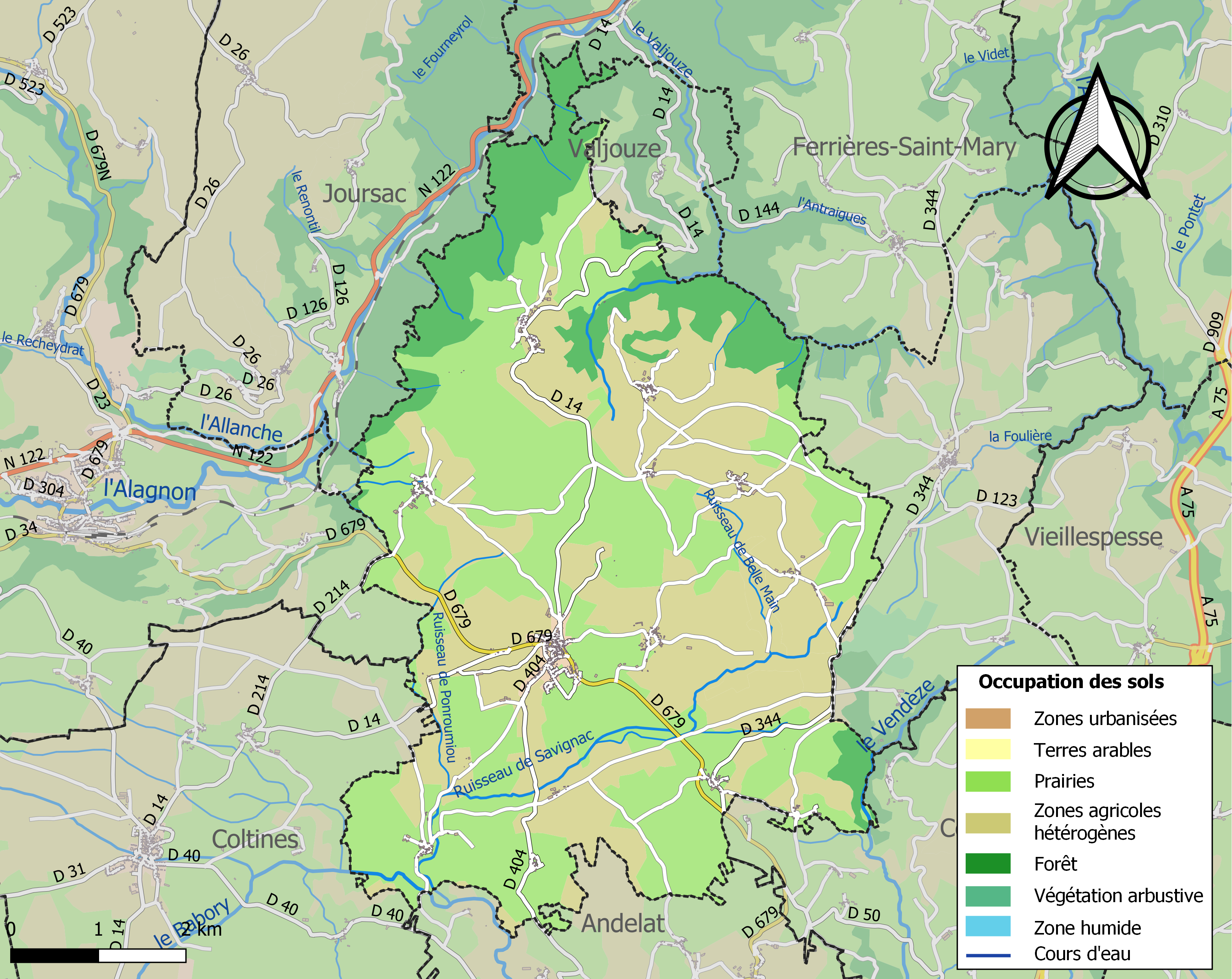
Carte des infrastructures et de l'occupation des sols de la commune en 2018 (CLC).

### Habitat et logement
En 2018, le nombre total de logements dans la commune était de 384, alors qu'il était de 359 en 2013 et de 318 en 2008.
Parmi ces logements, 69,5 % étaient des résidences principales, 14,1 % des résidences secondaires et 16,3 % des logements vacants. Ces logements étaient pour 90,1 % d'entre eux des maisons individuelles et pour 8,8 % des appartements.
Le tableau ci-dessous présente la typologie des logements à Talizat en 2018 en comparaison avec celle du Cantal et de la France entière. Une caractéristique marquante du parc de logements est ainsi une proportion de résidences secondaires et logements occasionnels (14,1 %) inférieure à celle du département (20,4 %) mais supérieure à celle de la France entière (9,7 %). Concernant le statut d'occupation de ces logements, 83,1 % des habitants de la commune sont propriétaires de leur logement (85,8 % en 2013), contre 70,4 % pour le Cantal et 57,5 pour la France entière.
| Typologie                                               | Talizat | Cantal | France entière |
| ------------------------------------------------------- | ------- | ------ | -------------- |
| Résidences principales (en %)                           | 69,5    | 67,7   | 82,1           |
| Résidences secondaires et logements occasionnels (en %) | 14,1    | 20,4   | 9,7            |
| Logements vacants (en %)                                | 16,3    | 11,9   | 8,2            |

## Toponymie
En langue occitane, le nom s'écrit de la même manière qu'en français : Talizat. La prononciation diffère car le « l » est rhotacisé, c'est-à-dire prononcé comme un « r ».

## Histoire
Le site de Talizat était habité a minima durant l'Antiquité, notamment à l'époque gallo-romaine puisque des vestiges de cette époque ont été découverts, par exemple au puy de Barre. Il l'était probablement avant en raison de la présence du dolmen de Bardon non loin et du menhir « pierre plantade », le plus petit du Cantal. Le maire Armand Prévot l'a fait déplacer pour ouvrir le chemin. Malheureusement, il n'a pas été remis dans sa position initiale afin de gagner de la place, si bien que de forme de fauteuil, il est devenu une petite pierre droite.
Au Xe siècle, les populations de la Planèze se sont regroupées en villages et se fut renforcé durant la guerre de Cent Ans (1337-1453) en raison de l'insécurité inhérente à cette période. La première église de Talizat date d'ailleurs probablement de cette époque. Vers la fin du XIIe siècle, la paroisse de Talizat faisait partie de la commanderie des Templiers de Celles. À la fin du XIIIe siècle, le prieuré de Talizat se trouvait sous l'autorité du prieuré de Saint-Flour, lui-même dépendant de l'abbaye de Cluny. Au début du XVIIIe siècle, Talizat était sous l'autorité de la famille Gillet, seigneur de Coren. C'est de cette époque que date l'érection de la croix de Pierrefite, en 1703, marquant la séparation entre les possessions de l'abbaye de Monchamp et celles de l'abbaye de Talizat. Donc, durant le Moyen Âge et la période Moderne, Talizat a changé à de nombreuses reprises de giron.
À la Révolution, les prêtres devaient prêter serment pour pouvoir continuer à exercer. Or, l'abbé Costerizant, curé de Talizat, l'a refusé et est entré en clandestinité avec ses deux vicaires. Alors qu'il était recherché par les autorités, un prêtre jureur a été nommé à Talizat, Louis Brugier. Cela a suscité des émeutes : le maire Dupré fut tenu pour responsable du remplacement du prêtre et la mairie a été incendiée. Les émeutiers furent traduits devant la justice.
Le 29 juin en fin de journée, les Allemands cernent le bourg de Talizat. Ils vont directement arrêter Jean-Mary Albisson devant sa petite fille Jeanine. La maison est fouillée, mais rien n'est trouvé et il est emmené sur la place de l'église. Puis c'est au tour de Michel Prévot qui revient de Neussargues. Prévenu sur la route, il décide de se rendre malgré tout à Talizat pour que sa femme ne se fasse pas arrêter à sa place. Là encore, les Allemands ne trouvent rien dans la maison Prévot car sa femme Marie a caché les armes et les objets compromettants dans la rase.
Le 30 juin 1944, deux Talizatois, Jean-Mary Albisson et Michel Prévot, sont fusillés par les Allemands. Une plaque commémorative a été apposée en 1946 sur le mur des Établissements Bonnet devant lequel Jean-Mary Albisson et Michel Prévot ont été fusillés.

## Politique et administration
| Période                                  | Période            | Identité                | Étiquette      | Qualité                              |
| ---------------------------------------- | ------------------ | ----------------------- | -------------- | ------------------------------------ |
| 1793                                     | 1796               | Pierre Bonafox          |                |                                      |
| 1796                                     | 1797               | Gabriel Combes          |                |                                      |
| 1797                                     | 1799               | Pierre David            |                |                                      |
| 1799                                     | 1800               | Pierre Bonafox          |                |                                      |
| 1800                                     | 1809               | Jean-Augustin Bellet    |                |                                      |
| 1809                                     | 1818               | Jean-Pierre Barthomeuf  |                |                                      |
| 1818                                     | 1830               | Jean Bigot de Vernière  |                |                                      |
| 1830                                     | 1832               | Jean-BaptisteViallefont |                |                                      |
| 1832                                     | 1848               | Jean-Baptiste Carrier   |                |                                      |
| 1848                                     | 1869               | Mathieu Barthomeuf      |                |                                      |
| 1869                                     | 1892               | Jean-Baptiste Marliat   |                |                                      |
| 1892                                     | 1900               | Edouard Marliat         |                |                                      |
| 1900                                     | 1900               | Jean Barthomeuf         |                |                                      |
| 1900                                     | 1908               | Guillaume Julhe         |                |                                      |
| 1908                                     | 1912               | Louis Chambaron         |                |                                      |
| 1912                                     | 1941               | Arthur Chirol           | Rad            | Notaire, conseiller d'arrondissement |
| 1941                                     | 1944               | Louis Chambaron         |                |                                      |
| 1944                                     | 1947               | Victor Roudil           |                |                                      |
| 1947                                     | 1953               | Joseph-Louis Bousquet   |                |                                      |
| 1953                                     | 1959               | Joseph Prévot           |                |                                      |
| 1959                                     | 1965               | Auguste Réol            |                |                                      |
| 1965                                     | 1983               | Armand Prévot           |                |                                      |
| 1983                                     | 1989               | Roger Hautemayou        |                |                                      |
| 1989                                     | 2008               | Bernard Chambaron       | DVD            |                                      |
| mars 2008                                | avril 2014         | Bernard Talamandier     |                | Cultivateur                          |
| 2014                                     | 2020               | Bernard Chambaron       | DVD            |                                      |
| 2020                                     | En cours (au 2020) | Jean-Charles Fayon      | Sans Etiquette | Agriculteur                          |
| Les données manquantes sont à compléter. |                    |                         |                |                                      |

## Population et société

### Démographie
L'évolution du nombre d'habitants est connue à travers les recensements de la population effectués dans la commune depuis 1793. Pour les communes de moins de 10 000 habitants, une enquête de recensement portant sur toute la population est réalisée tous les cinq ans, les populations de référence des années intermédiaires étant quant à elles estimées par interpolation ou extrapolation. Pour la commune, le premier recensement exhaustif entrant dans le cadre du nouveau dispositif a été réalisé en 2005.

En 2022, la commune comptait 596 habitants, en évolution de +1,88 % par rapport à 2016 (Cantal : −1,08 %, France hors Mayotte : +2,11 %).
| 1793  | 1800  | 1806  | 1821  | 1831  | 1836  | 1841  | 1846  | 1851  |
| ----- | ----- | ----- | ----- | ----- | ----- | ----- | ----- | ----- |
| 1 616 | 1 748 | 2 273 | 1 817 | 1 621 | 1 478 | 1 414 | 1 434 | 1 372 |

| 1856  | 1861  | 1866  | 1872  | 1876  | 1881  | 1886  | 1891  | 1896  |
| ----- | ----- | ----- | ----- | ----- | ----- | ----- | ----- | ----- |
| 1 375 | 1 287 | 1 305 | 1 233 | 1 204 | 1 444 | 1 370 | 1 334 | 1 173 |

| 1901  | 1906  | 1911  | 1921  | 1926  | 1931 | 1936 | 1946 | 1954 |
| ----- | ----- | ----- | ----- | ----- | ---- | ---- | ---- | ---- |
| 1 241 | 1 248 | 1 236 | 1 086 | 1 032 | 964  | 944  | 852  | 843  |

| 1962 | 1968 | 1975 | 1982 | 1990 | 1999 | 2005 | 2006 | 2010 |
| ---- | ---- | ---- | ---- | ---- | ---- | ---- | ---- | ---- |
| 775  | 731  | 697  | 635  | 637  | 592  | 580  | 566  | 580  |

| 2015 | 2020 | 2022 | - | - | - | - | - | - |
| ---- | ---- | ---- | - | - | - | - | - | - |
| 583  | 602  | 596  | - | - | - | - | - | - |

## Culture locale et patrimoine

### Lieux et monuments
- Monument du Souvenir (dans le bourg de Talizat). Rappelle le sacrifice de Michel Prévot (né en 1898) et de Jean Albisson (né en 1912), fusillés par les Allemands le 30 juin 1944 et la mort en déportation à Ravensbrück d'Émilie Tillion ;
- Église Saint-Lambert, de style gothique, restaurée au XIXe siècle, époque de la construction de son clocher à peigne[16] ;
- Château de Vernières ;
- Gare de Talizat (fermée) ;
- Menhir de la Pierre Plantade[17].

• Les sommets de la commune : Mont Louby 1 161 m, Chabrunat 1 159 m, Montluc 1 148 m, Puy de la Rode 1 118 m, Muratel 1 090 m, Puy de Talizat 1 053 m...

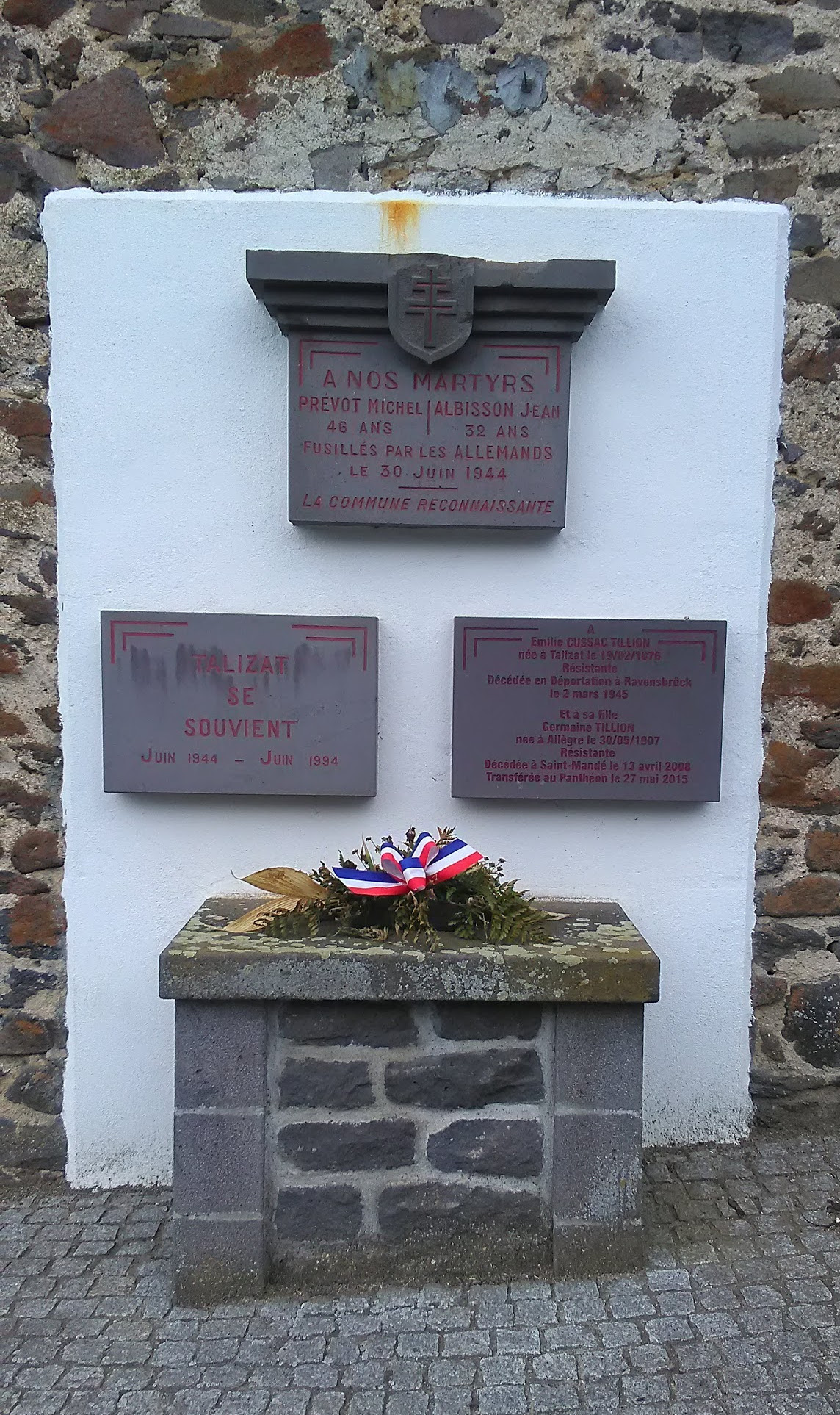
Monument du Souvenir de la Deuxième Guerre mondiale.
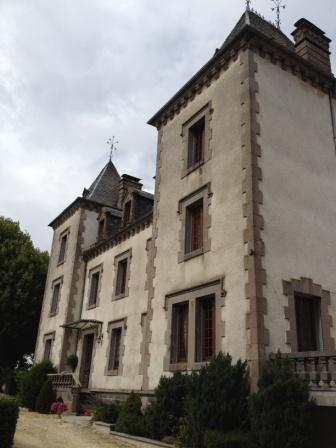
Le château de Vernières
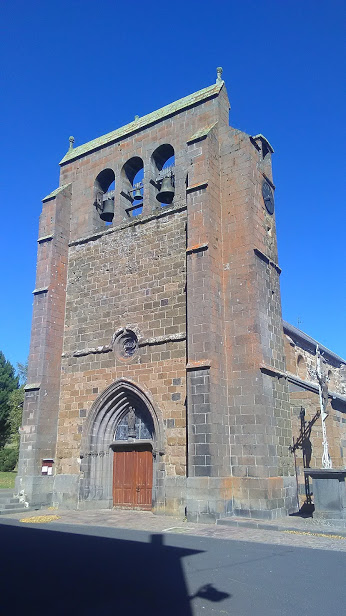
L'église Saint-Lambert
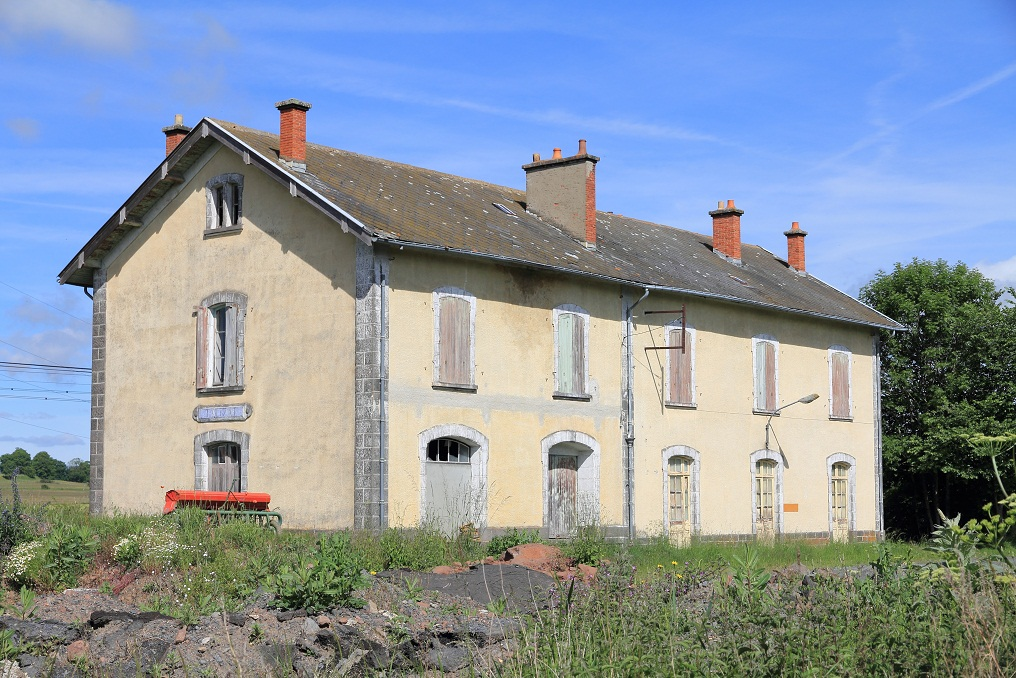
Ancien bâtiment voyageurs de la gare de Talizat en 2011.

### Personnalités liées à la commune
- Émilie Tillion (1876-1945), écrivain, résistante, déportée au camp de Ravensbrück, née à Talizat.